# Iole
Iole – rodzaj ptaków z rodziny bilbili (Pycnonotidae).

## Zasięg występowania
Rodzaj obejmuje gatunki występujące w orientalnej Azji.

## Morfologia
Długość ciała 16,0–20,5 cm; masa ciała 20–28 g.

## Systematyka
Rodzaj zdefiniował w 1844 roku angielski zoolog Edward Blyth w raporcie kustosza opublikowanym w czasopiśmie The journal of the Asiatic Society of Bengal. Gatunkiem typowym jest (oznaczenie monotypowe) szczeciak brązowy (I. charlottae).

### Etymologia
Iole: Jole – w mitologii greckiej córka króla Ojchalii, Eurytosa, który obiecał jej rękę Herkulesowi.

### Podział systematyczny
Do rodzaju należą następujące gatunki:
- Iole finschii (Salvadori, 1871) – szczeciak ubogi
- Iole palawanensis (Tweeddale, 1878) – szczeciak rdzawoskrzydły
- Iole charlottae (Finsch, 1867) – szczeciak brązowy
- Iole crypta Oberholser, 1918 – szczeciak skryty
- Iole cacharensis (Deignan, 1948) – szczeciak asamski
- Iole viridescens Blyth, 1867 – szczeciak oliwkowy
- Iole propinqua (Oustalet, 1903) – szczeciak indochiński